# John Qualen
John Qualen est un acteur canadien, né Johan Mandt Kvalen à Vancouver (Colombie-Britannique, Canada) le 8 décembre 1899, mort d'une insuffisance cardiaque à Torrance (Californie) le 12 septembre 1987.

## Biographie
Né au Canada de parents immigrés norvégiens, John Qualen grandit aux États-Unis et se découvre une vocation d'acteur durant ses années universitaires.

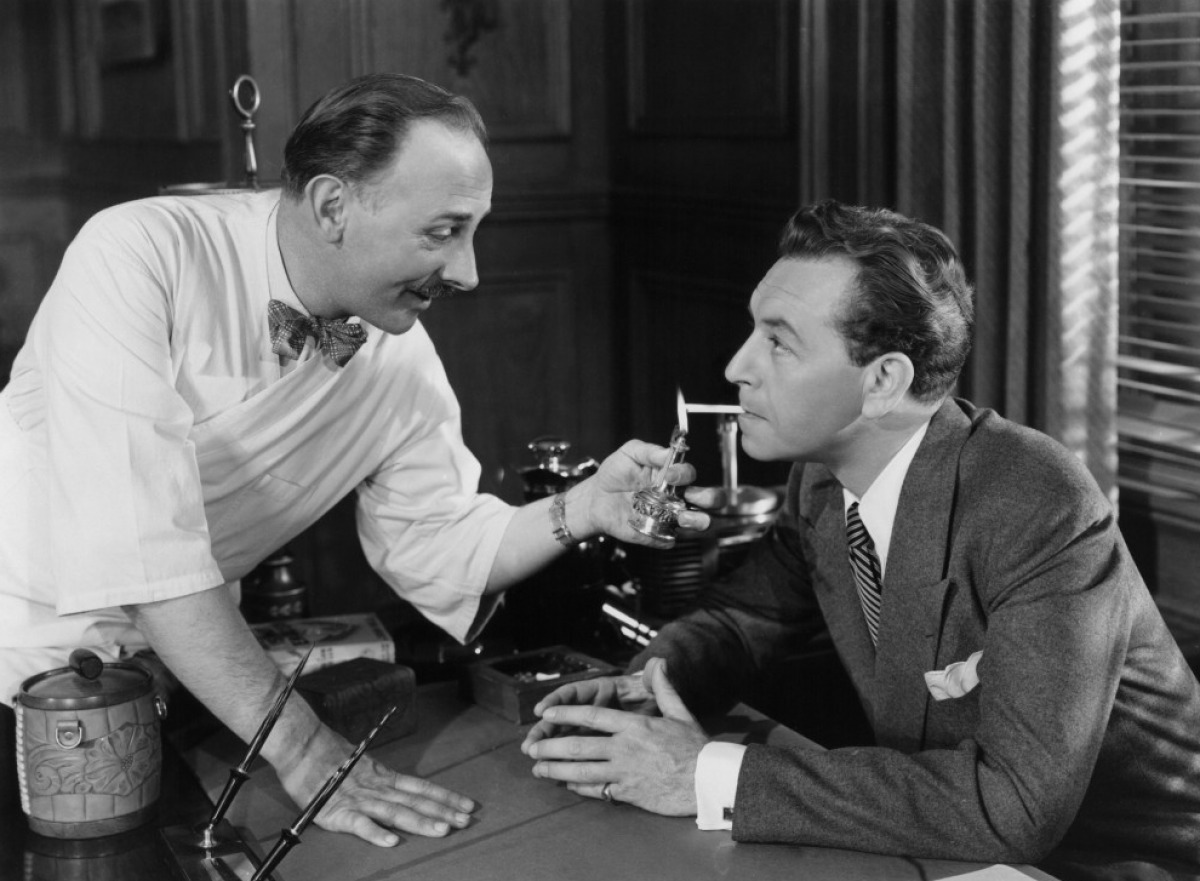
John Qualen et Paul Henreid (à droite), dans Le Balafré (1948).

Il joue d'abord au théâtre, à Broadway, dans deux pièces d'Elmer Rice, Street Scene (1929-1930) et Counsellor at Law (1931-1933, avec Paul Muni). Ces deux pièces sont adaptées au cinéma, sous les mêmes titres, respectivement en 1931 et 1933, et dans chacune de ces adaptations, John Qualen reprend son rôle initial.
C'est d'ailleurs dans Street Scene qu'il débute au cinéma en 1931. La même année, il participe à un film de John Ford, qu'il retrouvera à plusieurs reprises, ainsi que John Wayne.
Du fait de ses origines norvégiennes, il va souvent interpréter des Scandinaves au long de sa carrière, riche d'environ 130 films (le dernier en 1973).
Il a eu notamment comme partenaires français Simone Simon dans L'Heure suprême (1937) et Tous les biens de la terre (1941), et Jean Gabin dans L'Imposteur (1944).
À partir de 1951 et jusqu'en 1974, il se produit à la télévision (téléfilms, séries), notamment dans trois épisodes (en 1956) d’Alfred Hitchcock présente, et deux épisodes (1958-1961) de Maverick.
Il est parfois crédité comme « John M. Qualen » ou « John T. Qualen ».

## Filmographie partielle

### Cinéma
- 1931 : Scène de la rue (Street Scene) de King Vidor
- 1931 : Arrowsmith, de John Ford (non crédité)
- 1933 : Le Grand Avocat (Counsellor at Law) de William Wyler
- 1934 : On a tué ! (Hi, Nellie !) de Mervyn LeRoy (non crédité)
- 1934 : L'Homme de quarante ans (Upperworld) de Roy Del Ruth
- 1934 : Sing and Like It (en) de William A. Seiter
- 1934 : C'était son homme (He Was her Man) de Lloyd Bacon
- 1934 : Notre pain quotidien (Our Daily Bread) de King Vidor
- 1934 : Entrée de service (Servant's Entrance) de Frank Lloyd et Walt Disney
- 1934 : 365 Nights in Hollywood (en) de George Marshall
- 1935 : Meurtre au Grand Hôtel (The Great Hotel Murder) d'Eugene Forde
- 1935 : One More Spring d'Henry King
- 1935 : Furie noire (Black Fury) de Michael Curtiz
- 1935 : Doubting Thomas de David Butler
- 1935 : Les Trois Mousquetaires (The Three Musketeers) de Rowland V. Lee
- 1935 : La Jolie Batelière (The Farmer Takes a Wife) de Victor Fleming
- 1935 : Thunder in the Night (en) de George Archainbaud
- 1935 : On a volé les perles Koronoff (Whipsaw) de Sam Wood
- 1936 : Ring Around the Moon (en) de Charles Lamont
- 1936 : Sa femme et sa secrétaire (Wife vs. Secretary) de Clarence Brown (non crédité)
- 1936 : Dortoir de jeunes filles (Girls Dormitory) d'Irving Cummings
- 1936 : Le Médecin de campagne (The Country Doctor) de Henry King
- 1936 : Les Chemins de la gloire (The Road to Glory) de Howard Hawks
- 1936 : Meet Nero Wolfe de Herbert J. Biberman
- 1936 : Betsy (Hearts Divided) de Frank Borzage
- 1936 : Reunion de Norman Taurog
- 1937 : L'Heure suprême (Seventh Heaven) de Henry King
- 1937 : Fit for a King d'Edward Sedgwick
- 1937 : Angel's Holiday de James Tinling
- 1937 : Week-end mouvementé (Fifty Roads to Town) de Norman Taurog
- 1937 : La Joyeuse Suicidée (Nothing Sacred) de William A. Wellman (non crédité)
- 1938 : Chasseurs d'accidents (The Chaser) d'Edwin L. Marin
- 1938 : Quelle joie de vivre (Joy of Living) de Tay Garnett
- 1939 : Lune de miel à Bali (Honeymoon in Bali) d'Edward H. Griffith
- 1939 : Trafic d'hommes (Stand up and fight) de W. S. Van Dyke
- 1939 : Laissez-nous vivre (Let us live) de John Brahm
- 1939 : Mickey the Kid (en) d'Arthur Lubin
- 1939 : Career de Leigh Jason
- 1939 : Tonnerre sur l'Atlantique (Thunder Afloat) de George B. Seitz
- 1939 : Quatre Jeunes Femmes (Four Wives) de Michael Curtiz
- 1940 : La Dame du vendredi (His Girl Friday) d'Howard Hawks
- 1940 : Les Raisins de la colère (The Grapes of Wrath) de John Ford
- 1940 : Blondie on a Budget, film de Frank R. Strayer
- 1940 : Saturday's Children de Vincent Sherman (non crédité)
- 1940 : L'Ange de Broadway (Angels over Broadway) de Ben Hecht et Lee Garmes
- 1940 : Les Hommes de la mer (The Long Voyage Home) de John Ford
- 1941 : Million Dollar Baby de Curtis Bernhardt
- 1941 : Out of the Fog d'Anatole Litvak
- 1941 : Une épouse modèle (Model Wife) de Leigh Jason
- 1941 : Le Retour du proscrit (The Shepherd of the Hills) d'Henry Hathaway
- 1941 : Tous les biens de la terre (All That Money Can Buy ou The Devil and Daniel Webster) de William Dieterle
- 1942 : Le Livre de la jungle (Jungle Book) de Zoltan Korda
- 1942 : Larceny, Inc. de Lloyd Bacon
- 1942 : Tortilla Flat de Victor Fleming
- 1942 : Casablanca de Michael Curtiz
- 1942 : Les Mille et Une Nuits (Arabian Nights) de John Rawlins
- 1943 : Swing Shift Maisie de Norman Z. McLeod
- 1944 : L'Imposteur (The Impostor) de Julien Duvivier
- 1944 : Une romance américaine (An American Romance) de King Vidor
- 1944 : Dark Waters d'André de Toth
- 1945 : Roughly Speaking de Michael Curtiz
- 1945 : Le Capitaine Kidd (Captain Kidd), de Rowland V. Lee
- 1945 : L'Aventure (Adventure) de Victor Fleming
- 1947 : Dieu est mort (The Fugitive) de John Ford
- 1948 : Le Balafré (Hollow Triumph) de Steve Sekely
- 1948 : La Folle Enquête (On Our Merry Way), de King Vidor et Leslie Fenton
- 1948 : Alias a Gentleman de Harry Beaumont
- 1948 : Reaching from Heaven de Frank R. Strayer
- 1949 : Ça commence à Vera Cruz (The Big Steal) de Don Siegel
- 1950 : Dans les mers de Chine (Captain China) de Lewis R. Foster
- 1950 : L'Engin fantastique (The Flying Missile) de Henry Levin
- 1950 : Dans l'ombre de San Francisco (Woman on the Run) de Norman Foster
- 1950 : La Fille des boucaniers (Buccaneer's Girl) de Frederick de Cordova
- 1951 : La Belle du Montana (Belle Le Grand) d'Allan Dwan
- 1951 : La Flamme du passé (Goodbye, my Fancy) de Vincent Sherman
- 1952 : Hans Christian Andersen et la Danseuse (Hans Christian Andersen) de Charles Vidor
- 1953 : J'aurai ta peau (I, the Jury) d'Harry Essex
- 1954 : Le Prince étudiant (The Student Prince) de Richard Thorpe
- 1954 : Écrit dans le ciel (The High and the Mighty) de William A. Wellman
- 1954 : Tornade (Passion) d'Allan Dwan
- 1955 : Le Renard des océans (The Sea Chase) de John Farrow
- 1955 : Prisons sans chaînes (Unchained) d'Hall Bartlett
- 1956 : La Prisonnière du désert (The Searchers) de John Ford
- 1956 : Johnny Concho de Don McGuire
- 1957 : Les Loups dans la vallée (The Big Land) de Gordon Douglas
- 1958 : Trafiquants d'armes à Cuba (The Gun Runners) de Don Siegel
- 1959 : Autopsie d'un meurtre (Anatomy of a Murder) d'Otto Preminger
- 1960 : Elmer Gantry le charlatan (Elmer Gantry) de Richard Brooks
- 1960 : Le Grand Sam (North to Alaska) d'Henry Hathaway
- 1961 : Les Deux Cavaliers (Two Rode Together) de John Ford
- 1962 : L'Homme qui tua Liberty Valance (The Man who shot Liberty Valance) de John Ford
- 1963 : Pas de lauriers pour les tueurs (The Prize) de Mark Robson
- 1964 : Le Cirque du docteur Lao (7 Faces of Dr. Lao) de George Pal
- 1965 : Les Quatre Fils de Katie Elder (The Sons of Katie Elder) d'Henry Hathaway
- 1965 : Un coin de ciel bleu (A Patch of Blue) de Guy Green
- 1966 : Gros Coup à Dodge City (A Big Hand for the Little Lady) de Fielder Cook
- 1968 : Syndicat du meurtre (P.J.) de John Guillermin
- 1969 : Hail, Hero! de David Miller
- 1973 : Frasier, the Sensuous Lion de Pat Shields

### Télévision

#### Séries télévisées
- 1953 : Badge 714 ou Coup de filet (Dragnet)
  - Saison 2, épisode 24 The Big Fire ; Saison 3, épisode 2 The Big Revolt
- 1956 : Alfred Hitchcock présente (Alfred Hitchcock presents)
  - Saison 1, épisode 14 A Bullet for Baldwin de Jus Addiss, épisode 18 Shopping for Death de Robert Stevens et épisode 27 Help Wanted de James Neilson
- 1958-1961 : Maverick
  - Saison 2, épisode 2 Lonesome Reunion (1958) de Richard L. Bare
  - Saison 5, épisode 3 The Golden Fleecing (1961)
- 1961 : Bonanza
  - Saison 3, épisode 2 Springtime de Christian Nyby
- 1961-1965 : Monsieur Ed, le cheval qui parle (Mister Ed)
  - Saison 1, épisode 14 Pine Lake Lodge (1961) de John Rich et épisode 15 Ed's New Shoes (1961) d'Arthur Lubin
  - Saison 6, épisode 10 Ed the Bridegroom (1965) d'Alan Young
- 1962 : Laramie
  - Saison 4, épisode 4 Shadow of the Past d'Herman Hoffman
- 1964 : Le Virginien (The Virginian)
  - Saison 2, épisode 28 A Bride for Lars d'Earl Bellamy
- 1964 : Le Jeune Docteur Kildare (Dr. Kildare)
  - Saison 4, épisode 13 An Exchange of Gifts
- 1966 : Première série L'Homme à la Rolls (Burke's Law)
  - Saison 3, épisodes 16 et 17 Terror in a Tiny Town, Parts I & II
- 1966 : Adèle (Hazel)
  - Saison 5, épisode 29 A Question on Ethics de William D. Russell
- 1966 : Annie, agent très spécial (The Girl from U.N.C.L.E.)
  - Saison unique, épisode 14 Les Diamants de Topango (The Jewels of Topango Affair) de John Brahm
- 1967 : Les Espions (I Spy)
  - Saison 3, épisode 8 Une question d'honneur (Red Sash of Courage) de Christian Nyby
- 1968-1970 : Les Arpents verts (Green Acres)
  - Saison 4, épisode 3 Hail to the Fire Chief (1968) de Richard L. Bare et épisode 4 Heb's Romance (1968) de Richard L. Bare
  - Saison 5, épisode 18 The Ex-Con (1970) de Richard L. Bare
- 1973 : Les Rues de San Francisco (The Streets of San Francisco)
  - Saison 2, épisode 13 Expédition punitive (Winterkill) de Seymour Robbie
- 1974 : L'aventure est au bout de la route (Movin' On)
  - Saison 1, épisode 4 Lifeline

#### Téléfilms
- 1965 : Sally and Sam de Vincent Sherman
- 1972 : Wednesday Night Out de Jerry Paris